# 战伤奖章 (奥匈帝国)

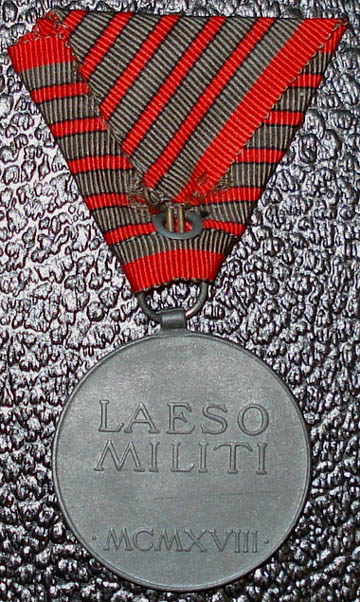
战伤奖章

战伤奖章（德语：Verwundetenmedaille，匈牙利语：Sebesültek Érme，克罗地亚语：Ranjenička medalja）是奥匈帝国在一战期间设立的一项军事嘉奖，皇帝卡爾一世于1917年8月12日下令设立该荣誉，该奖章也是奥匈帝国正式创设的最后一枚奖章。
在作战行动中负伤的奥匈帝国武装力量成员和附属于奥匈帝国武装力量的人员都有资格获颁该奖章。除负伤以外，因军事行动而残疾或遭受严重健康损害的军事人员也可获颁该奖章。